# Departament de Candelaria
Candelaria és un dels disset departaments en els quals es divideix la província de Misiones, a l'Argentina.
Limita amb els departaments de San Ignacio a l'est i nord-est, Oberá a l'extrem orient, Leandro N. Alem al sud i al sud-est, Capital a l'oest i al sud-oest, i la República del Paraguai al nord, separada pel Riu Paraná.
Conté les ciutats, pobles i viles de Bonpland, Candelaria, Cerro Corá, Loreto, Mártires, Profundidad, i Santa Ana, la capital. El departament té una superfície de 920 km², equivalent al 3,07% del total de la província. La seva població és de 35.618 habitants, segons el cens de 2001 (INDEC).